# Dux Pannoniae secundae ripariensis et Saviae
El dux Pannoniae secundae ripariensis et Saviae o, simplemente, dux Pannoniae fue un cargo militar usado en el Imperio romano de Occidente en los siglos IV y V. Designaba a la persona que comandaba las fuerzas limitanei situadas en las provincias de Panonia Segunda y Panonia Savia, en el este de la diócesis de Panonia junto al tramo fronterizo del medio Danubio.

## Descripción y funciones
El cargo se creó en el siglo IV a consecuencia de la reorganización estratégica del ejército emprendida por Constantino I mediante la que se dividió el ejército en dos grandes bloques: una parte estacionada de manera permanente en las fronteras cuyas unidades —los limitanei— eran comandadas por duces y otra de carácter móvil  —los comitatenses—que apoyaban a los primeros en caso de invasión o se enfrentaba a los invasores si estos conseguían rebasar las fronteras y penetrar en el imperio.
El área fronteriza al cargo del dux Pannoniae era un tramo del medio Danubio que iba desde Ad Novas (la actual Zmajevac), junto a la desembocadura de su afluente el río Drava, hasta Taurunum (la actual Zemun) en la desembocaba del río Sava. Las bases de sus flotas fluviales (classis) no estaban en el Danubio sino en los citados afluentes Drava y Sava. Dentro de su área de responsabilidad se encontraba la ciudad de Sirmio que fue residencia imperial y centro  de operaciones en las campañas contra las tribus bárbaras del norte del río.
El dux junto a sus tropas quedó en la parte del ejército que correspondió a Constante I en la partición del imperio que acordaron los hijos de Constantino en 337. Junto al resto de tropas de Panonia, se unieron a Vetranión en 350 para rechazar la usurpación de Magnencio y en 351 participaron del lado de Constancio II en la sangrienta batalla de Mursa Major. Algunos años después —en 357— tanto cuados como sármatas atacaron la frontera e incursionaron dentro de Panonia. Constancio II se estableció en Sirmio y atravesó el río para atacarlos en su propio territorio hasta conseguir su sumisión. La estancia de este hijo de Constantino dejó huella en las tropas y aunque —en 361— se unieron a Juliano cuando este se proclamó emperador, las dudas sobre su lealtad aconsejaron que dos de las legiones fuesen enviadas a Aquileia donde, finalmente, se rebelaron frente al usurpador.
Para el año 380, los godos que habían atravesado el Danubio y derrotado al ejército romano oriental en la batalla de Adrianópolis se habían dividido en dos grandes grupos: el dirigido por Fritigerno y los que seguían a Alateo y Safrax. Mientras que los primeros continuaron con el saqueo de la parte oriental de los Balcanes, los segundos optaron por atacar Panonia. El ejército occidental pudo detenerlos y en 381 Graciano acordó una paz separada con ellos y su asentamiento como aliados foederati en las provincias de Panonia Valeria, Secunda y Savia. Esto fue el inicio de la retirada del ejército romano de las defensas fronterizas en Panonia que, para los primeros años del gobierno de Honorio, habían quedado abandonadas y sus tropas retiradas al interior de la diócesis.

## Estado Mayor

Provincias de la diócesis de Panonia. El dux Pannoniae estaba al mando de las tropas estacionadas en la fronteriza
Panonia Segunda y en la interior
Panonia Savia

Contaba con un officium o Estado Mayor que coordinaba la estrategia y asumía el control administrativo y burocrático de las tropas. Estaba formado por los siguientes cargos:
- Un principe, máximo responsable del officium y de la ejecución de las órdenes del comes.
- Un numerarium que administraba las finanzas y se encargaba de los suministros y la paga a los soldados.
- Un commentariense, encargados de los registros y de la justicia criminal.
- Varios adiutores encargado de las cuestiones jurídicas civiles y que eran asistido por ayudantes (subadiuvae).
- Un Regerendari encargado del transporte y comunicaciones entre las unidades militares.
- Varios Exceptores que se aseguraban de que las órdenes del Estado Mayor eran entendidas y cumplidas por las unidades.
- Varios Singulares et reliquii officiales quienes eran el resto del personal que trabajaba en el Estado Mayor.

## Tropas a su mando

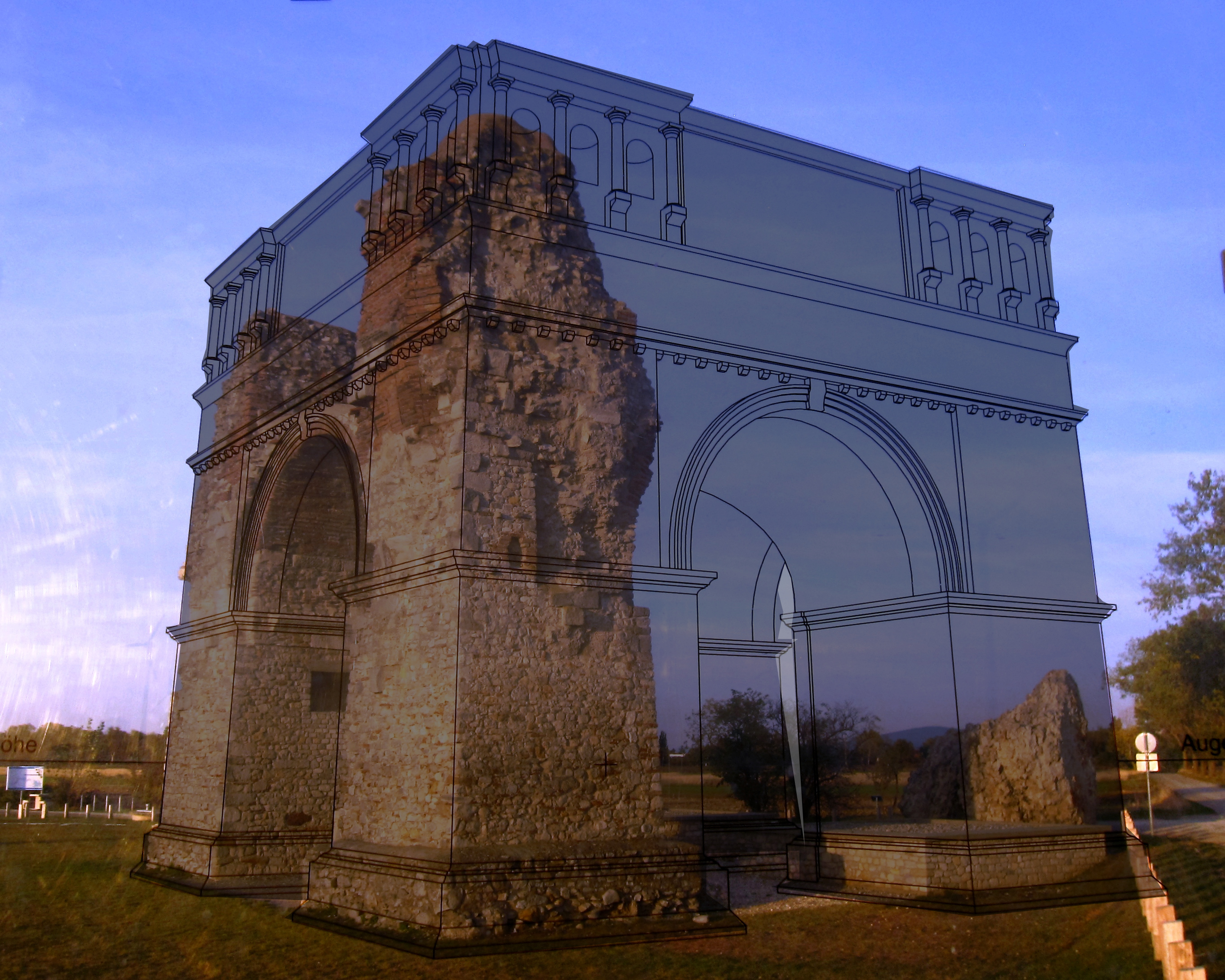
Restos del tetrápilo erigido en Carnutum (Deutsch-Altenburg) a mediados del para conmemorar las victorias contra los yacigios y los cuados.

El arqueólogo John Wilkes determinó que, en el momento de redactarse la Notitia dignitatum, el grupo de tropas a su cargo se componía de 35 unidades de infantería, caballería y naval:
A) 25 unidades estacionadas junto al Danubio entre las desembocaduras de sus afluentes Drava y Sava:
- Cuneus equitum Dalmatae estacionados en Ad Novas (Zmajevac).
- Equites Dalmatae estacionados en Albanum (de localización incierta).
- Cuneus equitum Dalmatae estacionados en Teutoburgium (Dalj).
- Equites Promoti estacionados, también, en Teutoburgium (Dalj).
- Legio VI Herculia estacionados, igualmente, en Teutoburgium (Dalj).
- Cuneus equitum scutariorum estacionados en Cornacum (Sotin).
- Equites Dalmatae estacionados, igualmente, en Cornacum (Sotin).
- Cuneus equitum promotorum estacionados en Cuccium (Ilok).
- Equites Sagittarii estacionados, también, en Cuccium (Ilok).
- Equites Dalmatae estacionados en Malata-Bononia (Banoštor).
- Legio V Iovia estacionados, igualmente, en Malata-Bononia (Banoštor).
- Auxilia Augustensia estacionados en Castelum Onagrinum (Begeč).
- Legio V Iovia y VI Herculea estacionados, igualmente, en Castelum Onagrinum (Begeč).
- Equites Dalmatae estacionados en Cusum (Petrovaradin).
- Equites Sagittarii estacionados en Acumincum (Slankamen).
- Cuneus equitum Italicianorum estacionados en Secundae (de localización incierta).
- Equites Dalmatae estacionados en Rittium (Surduk).
- Equites Dalmatae estacionados en Burgenae (Novi Banovci).
- Legio V Iovia estacionados, igualmente, en Burgenae (Novi Banovci).
- Equites promoti estacionados en Taunurum-Marsonia (Zemun).
- Auxilia ascarii estacionados, igualmente, en Taunurum-Marsonia (Zemun).
- Auxilia Herculensia estacionados en Ad Herculem (de localización incierta).
- Auxilia presidentia estacionados en Castra Herculis (de localización incierta).
- Legio VI Herculea estacionados en Aureus Mons (Seona).

B) 6 unidades estacionadas en el interior de la provincia de Panonia Segunda:	
- Milites Calcariensis estacionados en Sirmio (Sremska Mitrovica).
- Classis I Flavia Augusta con base, también, en Sirmio (Sremska Mitrovica).
- Ala Sirmensis estacionados, igualmente, en Sirmio (Sremska Mitrovica).
- Classis II Flavia con base en Graium (de localización incierta).
- Classis Histrica con base en Mursa (Osijek).
- Cohorte III Alpinorum Dardanorum estacionados en un lugar incierto.

C) 5 unidades estacionadas en el interior de la provincia de Panonia Savia:
- Classis I Pannonica con base en Servitium (Gradiška), en el río Sava.
- Classis Aegatensium con base en Siscia (Sisak), también, en el río Sava.
- Cohorte III Alpinorum estacionados, igualmente, en Siscia (Sisak).
- Cohorte I Jovia estacionados en Leonata (de localización incierta).
- Cohorte I Thracum estacionados en Caput Basentis (de localización incierta).

## Titulares conocidos
- (303) Aurelius Ianuarius.[5]